# Polanów
Polanów là một thị trấn thuộc huyện Koszaliński, tỉnh Zachodniopomorskie ở tây-bắc Ba Lan. Thị trấn có diện tích 7 km². Đến ngày 1 tháng 1 năm 2011, dân số của thị trấn là 2917 người và mật độ 396 người/km².